# Wolf in schaapskleed
Wolf is schaapskleed is een hoorspelserie van Edward Boyd. Onder de titel The Wolf Far Hence werd ze vanaf 20 februari 1971 uitgezonden door de BBC en heeft in hetzelfde jaar de prijs van de Writers' Guild of Great Britain voor de beste radioserie gekregen. Tom van Beek vertaalde ze en de AVRO zond ze uit vanaf dinsdag 3 oktober 1972. De regisseur was Hero Muller. Vanaf 23 januari 1973 werd de serie onder de titel Schwarz wird stets gemalt der Teufel uitgezonden door de Südwestfunk.

## Delen
- Deel 1: De nachtmerrie (duur: 31 minuten)
- Deel 2: Het net (duur: 28 minuten)
- Deel 3: Het moeras (duur: 27 minuten)
- Deel 4: De draai (duur: 31 minuten)
- Deel 5: De waarheid (duur: 26 minuten)
- Deel 6: De finale (duur: 31 minuten)

## Rolbezetting
- Tom van Beek (Steve Gardiner)
- Paula Majoor (Judy Clark)
- Jan Borkus (inspecteur Gordon)
- Fé Sciarone (de hotelhoudster Doris)
- Elisabeth Versluys (Celia Carson)
- Tonny Foletta (een barkeeper)
- Gees Linnebank (Peter Calder)
- Joke van den Berg (een automobiliste & een vrouw)
- Frans Kokshoorn (Ouwe Hamisch)
- Jan Wegter (een conducteur & iemand van de VVV)
- Wim Hoddes (kapitein Siegfried Bevis)
- Pieter Lutz (Jonathan Catch)
- Sacco van der Made (inspecteur Grant)
- Dogi Rugani (mevrouw McFee)
- Gerrie Mantel (Elspeth McDonald)
- Bert Dijkstra (Jacob Pundy)
- Corry van der Linden (Sally Stewart)

## Inhoud
Steve Gardiner ligt psychisch weer eens in de knoop: Shirley, zijn vriendin, heeft met een "rien ne va plus" afscheid genomen van hem. Troost verwacht hij enkel van de whisky - en dan van Judy Clark, die hij enige tijd geleden zonder reden verlaten heeft. Dus zoekt hij haar op - en vindt haar uiteindelijk ook in een eenzaam hotel in de Schotse Highlands; niet alleen evenwel, maar met de fat Calder aan haar zijde, die als bruidsschatjager bekendstaat. Inspecteur Gordon heeft eveneens zijn intrek genomen in het hotel. Een onopgehelderde moord, die precies een jaar geleden in deze afgelegen plaats gebeurde, laat hem niet met rust. Immers, dezelfde lieden als een jaar geleden zijn nu weer samen in het hotel. Wat zal er ditmaal gebeuren?